# Bball Córdoba
El Club Baloncesto Córdoba 2016 era un club profesional de baloncesto con sede en la ciudad de andaluza de Córdoba (España).
El club tal y como se configuró nació en el año 2008 tras la fusión CB Juventud de Córdoba y del CB Ciudad de Córdoba, cuando ambos disputaban la LEB Bronce.
Disputaba sus encuentros como local en el Palacio Municipal de Deportes Vista Alegre, con capacidad para 3500 espectadores.

## Temporada a temporada

### Juventud de Córdoba
| Temporada | Categoría | Competición | Pos. | PostTemporada        | Copa                        | LR    | PO  | Copa | Total |
| --------- | --------- | ----------- | ---- | -------------------- | --------------------------- | ----- | --- | ---- | ----- |
| 1992–93   | 2         | 1ª División | 25   | –                    | –                           | 15–15 | 1–5 | –    | 16–20 |
| 1993–94   | 2         | 1ª División | 24   | –                    | –                           | 16–14 | –   | –    | 16–14 |
| 1994–95   | 2         | Liga EBA    | 10   | Playoffs de descenso | –                           | 7–19  |     | –    | –     |
| 1995–96   | 2         | Liga EBA    | 11   | Playoffs de descenso | –                           |       |     | –    | –     |
| 1996–97   | 2         | LEB         | 9    | Octavos              | –                           | 11–15 | 1–3 | –    | 14–18 |
| 1997–98   | 2         | LEB         | 5    | Cuartos              | Cuartos de la Copa Príncipe | 13–11 | 0–3 | 0–1  | 13–15 |
| 1998–99   | 2         | LEB         | 12   | Octavos              | –                           | 7–19  | 1–3 | –    | 8–22  |
| 1999–00   | 2         | LEB         | 8    | Cuartos              | –                           | 16–14 | 3–5 | –    | 19–19 |
| 2000–01   | 2         | LEB         | 8    | Octavos              | –                           | 16–14 | 0–3 | –    | 16–17 |
| 2001–02   | 2         | LEB         | 15   | Descendió            | –                           | 9–21  | 1–3 | –    | 10–24 |
| 2002–03   | 4         | Liga EBA    | 1    | Octavos              | –                           | 22–8  | 1–1 | –    | 23–9  |
| 2003–04   | 4         | Liga EBA    | 5    | –                    | –                           | 18–12 | –   | –    | 18–12 |
| 2004–05   | 4         | Liga EBA    | 9    | –                    | –                           | 14–16 | –   | –    | 14–16 |
| 2005–06   | 4         | Liga EBA    | 5    | –                    | –                           | 18–12 | –   | –    | 18–12 |
| 2006–07   | 4         | Liga EBA    | 14   | Descendió            | –                           | 5–21  | –   | –    | 5–21  |
| 2007–08   | 4         | LEB Bronce  | 9    | Cuartos              | –                           | 16–16 | 0–2 | –    | 16–18 |

### Ciudad de Córdoba
| Temporada | Categoría | Competición | Pos. | PostTemporada | LR    | PO  | Total |
| --------- | --------- | ----------- | ---- | ------------- | ----- | --- | ----- |
| 2005–06   | 5         | 1ª División | 11   | –             | 16–10 | –   | 16–10 |
| 2006–07   | 5         | 1ª División | 15   | –             | 11–11 | 2–0 | 13–11 |
| 2007–08   | 4         | LEB Bronce  | 10   | –             | 16–16 | –   | 16–16 |

### Club Baloncesto Córdoba 2016
| Temporada | Categoría | Competición | Pos. | PostTemporada    | LR    | PO  | Total |
| --------- | --------- | ----------- | ---- | ---------------- | ----- | --- | ----- |
| 2008–09   | 3         | LEB Plata   | 14   | –                | 10–20 | –   | 10–20 |
| 2009–10   | 3         | LEB Plata   | 21   | Descendió        | 7–21  | –   | 7–21  |
| 2010–11   | 4         | Liga EBA    | 5    | Semifinalista16º | 13–9  | 0–2 | 13–11 |
| 2011–12   | 4         | Liga EBA    | 6    | –                | 9–7   | –   | 9–7   |